# Austrohahnia
Austrohahnia praestans es una especie de araña araneomorfa de la familia Hahniidae. Es la única especie del género monotípico Austrohahnia.

## Distribución
Es nativa de Argentina.